# Atazanavir
Atazanavir är en bromsmedicin som används mot HIV. Atazanavir verkar genom att hämma HIV-virusets proteasprotein och som behövs för att viruset skall kunna replikera sig.
Atazanavir ökar inte triglycerider och lipider lika mycket som andra proteashämmare.      